# Буланже, Надя
Жюльетт Надя Буланже́ (фр. Juliette Nadia Boulanger; 16 сентября 1887, Париж, Франция — 22 октября 1979, там же) — французский композитор, один из крупнейших музыкальных педагогов XX века, дирижёр, пианистка. С 1907 года работала в парижской Женской консерватории. По приглашению пианиста Альфреда Корто, начиная с 1920 года, преподавала в Нормальной школе музыки композицию. С 1921 года работала в Американской консерватории в Фонтенбло, Парижской консерватории и других учреждениях. Стала первой женщиной, дирижировавшей некоторыми ведущими симфоническими оркестрами мира. Во время Второй мировой войны преподавала в американских колледжах Уэллсли и Рэдклифф, Джульярдской школе музыки. С 1948 года и до своей смерти в 1979 году была директором Американской консерватории.

## Биография
Родилась 16 сентября 1887 года в Париже в семье потомственных музыкантов: дед преподавал в Парижской консерватории, отец — композитор и дирижёр Эрнест Буланже, получивший Большую Римскую премию в 19 лет, преподаватель вокала в Парижской консерватории. Мать — певица Раиса (Розалия) Мышецкая (1856—1935), родилась в Санкт-Петербурге. Надя начала учиться музыке (орган, композиция) с 9-летнего возраста. С 1903 года помогала Габриэлю Форе в его органном музицировании в церкви Ла Мадлен в Париже. Окончила Парижскую консерваторию, куда поступила в возрасте десяти лет. Композицию проходила у Форе и Шарля-Мари Видора (композиция). Училась у органиста Луи Вьерна и пианиста Поля Видаля.
Несколько раз выступала в качестве претендента на получение Римской премии. В 1908 году её попытка стала достоянием прессы и вызвала резонанс в обществе. От попавших в полуфинал требовалось создать инструментальную фугу на заданную Камилем Сен-Сансом (председатель жюри) тему. Буланже отказалась выполнять требования, так как конкурсная тема, по её мнению, больше подходила для написания вокальной фуги. Сен-Санс отверг сочинение и решил исключить её из числа соискателей премии. Разразился скандал, а некоторые критики поддержали Буланже. Дело дошло до министра образования Гастона Думерга, который отложил разбирательство на неделю, после чего её допустили в следующий тур конкурса. Такое решение основывалось на заявлении Буланже, что она не знала о регламентных ограничениях и была уверена, что заданная тема больше подходит для вокального сочинения. По итогам конкурса она получила третью премию. Через год она ещё раз претендовала на победу, но вновь была обойдена вниманием жюри. В 1913 году приз достался её младшей сестре Лили, которая повторила достижение их отца 78-летней давности. Она стала первой женщиной в истории, получившей Римскую премию за музыкальное произведение. 
В 1910 году, после ознакомления с восхитившим её балетом «Жар-птица» Игоря Стравинского, познакомилась с композитором лично. Их связали узы дружбы, они вели многолетнюю переписку. После смерти любимой сестры Лили в 1918 году Надя Буланже практически оставила сочинительство, целиком посвятив себя преподаванию и пропаганде музыки. Несмотря на возражения коллег, в частности со стороны Форе, окончательно отказалась от композиторской деятельности в 1920-е годы. Польская певица Мария Модраковская вспоминала, что Буланже терпеть не могла, когда заводили речь о её композиторском наследии. Такое отношение было основано на убеждении о «бесполезности» своей музыки. Однажды она даже высказалась в таком ключе: «Я могла бы за неделю сочинить оперу или симфонию. Но я не могу написать ни одной такой нотной линейки, как у Гудимеля. Так что лучше было это прекратить». В документальном фильме Бруно Монсенжона «Н. Буланже. Мадемуазель» она объяснила своё решение так: «Музыка, которую я писала, была бесполезной. Даже не плохой, потому что ремесло я знала… Надеюсь только, что определённый подход к грамматике, к языку способствовал формированию вкуса». 
Наиболее значительный вклад внесла в музыкальную культуру в качестве педагога. С 1907 года работала в незадолго до этого открытой Женской консерватории (Conservatoire Femina-Musica) на Елисейских полях по классу фортепиано и сольфеджио, а также преподавала чтение партитур, транспонирование и генерал-бас. По приглашению пианиста Альфреда Корто начиная с 1920 года преподавала в Нормальной школе музыки композицию. С 1921 года работала — в Американской консерватории в Фонтенбло, в Парижской консерватории и других учреждениях. Начиная с осени 1921 года стала давать уроки анализа в своём парижском доме на улице Баллю, 36. С этого времени они проходили еженедельно — каждую среду — вплоть до её смерти. Одним из первых её учеников в Американской консерватории стал Аарон Копленд, приступивший к занятиям летом 1921 года. В его первоначальные намерения входило изучение композицию у Поля Видаля, но услышав о незаурядной женщине-преподавателе, он решил рискнуть и сходил на её лекцию. «У меня уже был пройден базовый курс, и я не собирался изучать гармонию, но пошел на её занятия. Я ожидал лицезреть даму в возрасте, излагающую старые принципы гармонии, но вместо неё увидел замечательную молодую женщину, анализирующую „Бориса Годунова“ Мусоргского. Это произвело на меня впечатление. Я искал учителя на этот год, однако у меня были сомнения, можно ли учиться у женщины. <. . .> Набравшись, наконец, смелости, я задал ей этот вопрос. Сомнения вызывала не она, просто я боялся повредить собственной репутации». Став знаменитым американским мастером Копленд особо отмечал, что встреча с Буланже стала для него определяющей, и особо отмечал тот факт, что был её первым учеником по композиции. 
В 1935 году класс композиции в Нормальной школе был поручен Стравинскому, который посвящал студентам лишь один день в месяц и обычно разбирал только свои произведения. В связи с этим класс композиции фактически вела Буланже. В 1930-е годы её авторитет в музыкальном сообществе стал непререкаемым, особую известность она приобрела благодаря воспитанию нескольких поколений американских композиторов. Один из них, Вирджил Томсон, однажды даже заметил, что «в каждом американском городке есть церковь, пожарная команда и по крайней мере один ученик Нади Буланже». Во время Второй мировой войны преподавала в американских колледжах Уэллсли и Рэдклифф (Radcliffe College), в консерватории Пибоди в Балтиморе, в Джульярдской школе музыки. В 1946 году вернулась во Францию, где продолжила работать в Американской консерватории. С 1946 года по 1957 года вела занятия в Парижской консерватории.
С 1948 года и до своей смерти в 1979 году была директором Американской консерватории в Фонтенбло. В 1960-е годы неоднократно проводила в США мастер-классы. Она требовала от своих воспитанников знание музыки Гийома де Машо, Палестрины, Окегема и всех крупных произведений начиная от Иоганна Себастьяна Баха до современной музыки. Кшиштоф Мейер прокомментировал эту особенность следующим образом: «Могло показаться, что это не имело прямого отношения к обучению композиции, однако последовательное обращение к шедеврам — о чём мне рассказывали многие из её учеников — будило и развивало воображение». Она стремилась развить у учеников музыкальную память, требовала совершенствования пианистических навыков, умения играть собственные произведения. В связи с таким подходом, большинство её учеников в той, или иной мере испытали влияние неоклассицизма. По меркам композиторов-авангардистов она стояла на довольно консервативных позициях. В близким к ним кругам её методы считались устаревшими, «близорукими». Она пропагандировала творчество Стравинского, но с недоверием относилась к послевоенным веянием. По этому поводу Мейер писал: «Вместо изучения новейшей музыки Надя давала своим ученикам нечто другое. Она расширяла горизонты — и музыкальные, и общие. Заботясь о том, чтобы у студентов была возможность соприкасаться с исполнительским искусством высшего уровня, на летних курсах в Фонтенбло Надя организовывала концерты с участием крупнейших музыкантов. При мне туда приезжали Иегуди Менухин и Артур Рубинштейн, Робер Казадезюс и Святослав Рихтер. Встречи с ними и возможность слушать их игру становились незабываемым дополнением к занятиям по анализу и композиции».

## Творчество

### Композиция
Вокальная музыка

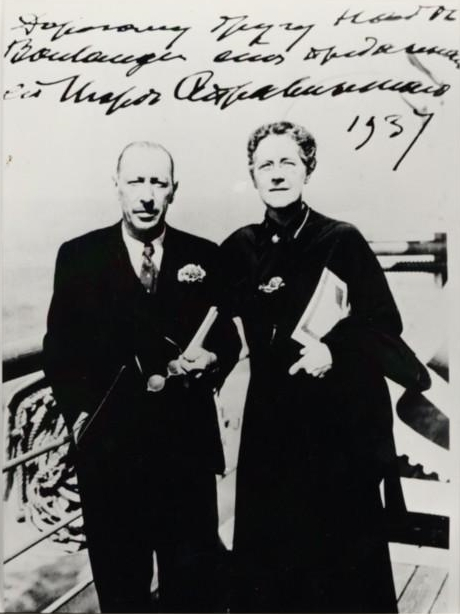
Надя Буланже с Игорем Стравинским в 1937 году

- более 30 песен для голоса и фортепиано (1901—1922).

Камерная музыка
- Три пьесы для фортепиано (1914).
- Три пьесы для виолончели и фортепиано (1914).
- «К новой жизни», пьеса для фортепиано (1917).

Совместно с Раулем Пюньо
- Вокальный цикл «Ранние часы» (Les heures claires) (1909).
- Опера «Мёртвый город» (La ville morte) (1914).

### Дирижирование
В 1910-е годы во Франции женщина за дирижерским пультом воспринималась крайне необычно. Дирижёрский дебют Буланже состоялся 17 апреля 1912 году в провинциальном городе Ла-Рош-сюр-Йона (департамент Вандея). В концерте прозвучали несколько её произведений: кантата «Русалка» (La Sirène) и две пьесы для голоса с оркестром — «Молитва» (Prière) и «Песня» (Cantique). После этого она ещё неоднократно руководила оркестром (как в публичных, так и частных концертах), но наиболее запоминающее выступление состоялось 24 ноября 1936 года в Куинс-холле. Это событие стало историческим, так как она стала первой женщиной, которая выступила с Лондонским филармоническим оркестром. Необычность ситуации привела к тому, что оркестранты потребовали финансовых гарантий от влиятельных людей из мира искусства. Прозвучали оратория «Страсти по Матфею» Генриха Шютца, а также «Реквием» Габриеля Форе. Концерт имел большой успех, а критик из «Таймс» охарактеризовал её как «первоклассного дирижера». Видимо с таким приёмом связано то, что через год её уже беспрепятственно пригласили в Лондон дирижировать симфоническим оркестром Би-би-си.
Значительный интерес публики вызвали американские гастроли Буланже в 1938 году в Бостоне. Во время первой репетиции оркестранты проявили некоторую исполнительскую небрежность, что вызвало со стороны дирижёра незамедлительные меры по наведению дисциплины. Информация об этом просочилась в прессу и вызвала там едкие отзывы. Концерт был принят положительно, и спустя год она выступила вместе с Нью-Йоркским филармоническим оркестром в Филадельфии и Вашингтоне. Она прокомментировала вопрос как себя чувствует первая женщина, которой довелось впервые дирижировать знаменитым американским оркестром следующим образом: «Я уже пятьдесят лет женщина, и это давно перестало меня удивлять». 8 мая 1938 года под её управлением прошла премьера концерта для камерного оркестра Стравинского «Думбартон-Окс» в одноимённом особняке в пригороде столицы США. 

### Исполнительство
На заре своей карьеры, во второй половине 1900-х годов, Буланже активно концертировала как пианистка, прежде всего в дуэте с Раулем Пюньо. Первая мировая война и активнейшая педагогическая работа в Нормальной школе музыки и Американской консерватории в Фонтенбло значительно сократили её концертную деятельность, однако в 1924—1925 годах Буланже предприняла масштабное гастрольное турне по США как пианистка и органистка, среди прочего исполнив 11 января 1925 года в Нью-Йорке премьеру Симфонии для органа с оркестром Аарона Копленда (дирижировал Вальтер Дамрош). Фортепианная часть заняла достойное место и в следующих, ещё более интенсивных и продолжительных американских гастролях Буланже в 1938 году; среди прочего в это время она записала для лейбла His Master’s Voice альбом вальсов Иоганнеса Брамса для фортепиано в четыре руки, совместно с Дину Липатти. По воспоминаниям учившегося у Буланже в 1940-е гг. Клаудио Списа,

Она могла заставить фортепиано звучать как любой другой инструмент. Я не знаю, как она это делала, — это совершенная загадка.

В 1944 году совместно с канадским композитором и дирижёром Ричардом Джонстоном познакомила американскую публику с Сонатой для двух фортепиано Стравинского.

## Ученики
Надя Буланже считается одним из крупнейших музыкальных педагогов XX века. Она завоевала в своей сфере деятельности уважение как коллег-музыкантов, так и учеников. К ней стремились попасть молодые композиторы со всего мира. Польский композитор и теоретик Богуслав Шеффер писал на эту тему: «Польские композиторы делятся на тех, кто был учеником Нади Буланже, и тех, кто жалеет, что не был учеником Нади Буланже».
Среди её учеников:
- Джордж Антейл
- Родольфо Арисага
- Фил Ваксман
- Гражина Бацевич
- Даниэль Баренбойм
- Леонард Бернстайн
- Идиль Бирет
- Пол Боулз
- Иоанна Бруздович
- Морис Журно
- Джордж Гершвин
- Элиотт Картер
- Аарон Копланд
- Владимир Косма
- Джон Элиот Гардинер
- Жан Франсе
- Филип Гласс
- Жак Ибер
- Хидайят Инайят-Хан
- Войцех Килар
- Мишель Легран
- Дину Липатти
- Игорь Маркевич
- Кшиштоф Мейер
- Джанкарло Менотти
- Дариюс Мийо
- Пётр Мосс
- Пер Нёргор
- Астор Пьяццола
- Куинси Джонс
- Нед Рорем
- Гейр Твейт
- Вирджил Томсон
- Генрик Шеринг
- Биш, Диана
- Ралф Киркпатрик
- Томаш Сикорский
- Леннокс Беркли
- Уолтер Пистон
- Герман Галлер
- Тадеуш Шелиговский
- Ирвинг Файн
- Тудор Чортя
- Эмил Наумов
- Джоэль Шпигельман

## Дискография
- «Мадемуазель. Неизвестная музыка Буланже» (Mademoiselle: Première audience — Unknown Music of Nadia Boulanger) (2017)[17].